# Codice ATC C04
Il codice ATC C04 "Vasodilatatori periferici" è un sottogruppo del sistema di classificazione Anatomico Terapeutico e Chimico, un sistema di codici alfanumerici sviluppato dall'OMS per la classificazione dei farmaci e altri prodotti medici. Il sottogruppo C04 fa parte del gruppo anatomico C, farmaci per l'apparato circolatorio.
Codici per uso veterinario (codici ATCvet) possono essere creati ponendo la lettera Q di fronte al codice ATC umano: QC04...  I codici ATCvet senza corrispondente codice ATC umano sono riportati nella lista seguente con la Q iniziale.
Numeri nazionali della classificazione ATC possono includere codici aggiuntivi non presenti in questa lista, che segue la versione OMS.

## C04A Vasodilatori periferici

### C04AA Derivati della 2-amino-1-feniletanolamina
C04AA01 Vasosuprina
C04AA02 Bufenina
C04AA31 Bametano

### C04AB Derivati dell'imidazolina
C04AB01 Fentolamina
C04AB02 Tolazolina

### C04AC Niacina e derivati
C04AC01 Niacina
C04AC02 Alcol Nicotinilico (piridilcarbinolo)
C04AC03 Inositolo nicotinato
C04AC07 Ciclonicato

### C04AD Derivati della purina
C04AD01 Pentifillina
C04AD02 Xantinolo nicotinato
C04AD03 Pentossifillina
C04AD04 Etofillina nicotinato
QC04AD90 Propentofillina

### C04AE Alcaloidi dell'Ergot
C04AE01 Ergoloidi mesilati
C04AE02 Nicergolina
C04AE04 Diidroergocristina
C04AE51 Ergoloidi mesilati, associazioni
C04AE54 Diidroergocristina, associazioni

### C04AF Enzima
C04AF01 Callidinogenasi

### C04AX Altri vasodilatatori periferici
C04AX01 Ciclandelato
C04AX02 Fenossibenzamina
C04AX07 Vincamina
C04AX10 Moxisilite
C04AX11 Benciclano
C04AX17 Vinburnina
C04AX19 Sulcotidil
C04AX20 Buflomedil
C04AX21 Naftidrofurile
C04AX23 Butalamina
C04AX24 Visnadina
C04AX26 Cetiedil
C04AX27 Cinepazide
C04AX28 Ifenprodil
C04AX30 Azapetina
C04AX32 Fasudil